# Sven III. (Dänemark)
Sven III. Grate (dänisch Svend Grathe) (* vor 1120; † 23. Oktober 1157 bei Viborg) wurde 1146/47 zum König von Dänemark erhoben. Anerkannt wurde er jedoch nur auf Seeland und in Schonen, in Jütland dagegen sein Vetter Knut V.

## Leben
Sven war der Sohn von Erik II. Emune, entweder von dessen Ehefrau Malmfried von Kiew, Tochter von Großfürst Mstislaw I., oder aus der außerehelichen Beziehung zu Thunna. 
Nachdem König Erik III. Lam im Jahre 1146 ohne Leibeserben verstorben war, kam es zu Thronstreitigkeiten zwischen Sven und seinem Vetter Knut. Angesichts des bevorstehenden Kreuzzugs gegen die Wenden schlossen sie zunächst Frieden und stellten ein gemeinsames Heer gegen die Slawen auf. Zwei Jahre später flammten die Thronstreitigkeiten wieder auf. Sven gelang es mit Hilfe von Adolf II. von Schauenburg und Holstein, die Angriffe von Knut in den Jahren 1146/1147 und 1150 auf Seeland abzuwehren.
Auf dem Merseburger Reichstag 1152 konnte durch einen Schiedsspruch von König Friedrich Barbarossa ein Ausgleich zwischen den Widersachern erreicht werden. Sven, der in Begleitung des Bremer Erzbischofs Hartwig, des Schwagers von Erik Lam, gekommen war, wurde alleiniger König von Dänemark. Knut, unter Geleitschutz Heinrichs des Löwen, wurde zum Thronverzicht bewogen und als Svens Vasall zum Herzog von Seeland erhoben. Waldemar, als Knud Lavards Sohn und Verwandter beider Konkurrenten und ebenfalls mit Thronansprüchen, erhielt das Herzogtum Schleswig.
Durch seine umstrittene Regierungspolitik (Steuererhöhungen und Streitigkeiten mit dem Schoner Bischof Eskil von Lund) konnte Sven seine Macht allerdings nicht festigen. Der Parteiwechsel von Waldemar 1153 führte zur Vertreibung Svens, während sich Knut 1154 gemeinsam mit Waldemar vom Viborger Landesthing als König huldigen ließ. Sven III. betrieb aus dem Exil am Hofe seines Schwiegervaters, des Meißner Markgrafen Konrad I., mit Hilfe Heinrichs des Löwen seine Rückkehr. Dies gelang ihm schließlich 1156 mit Unterstützung der wendischen Flotte des abodritischen Fürsten Niklot. Keiner der drei Widersacher konnte danach jedoch eine Vormachtstellung etablieren und Dänemark zerfiel in drei Teile. Im August des Jahres 1157 wurde auf Druck des Adels ein Friedensvertrag der drei Thronanwärter in Roskilde erreicht, in dem Waldemar Jütland, Knud Fünen, Seeland und die umliegenden Inseln und Sven Schonen zugesprochen wurde. Auf dem Fest am 9. August 1157, mit dem dieser Vertragsabschluss gefeiert werden sollte, fiel Knut einem Mordanschlag Svens zum Opfer. Waldemar entkam dem Anschlag und konnte im Oktober in der Schlacht auf der Grathe Hede südlich von Viborg Sven vernichtend schlagen. Auf der Flucht wurde Sven von Bauern erschlagen. Nach seinem Todesort erhielt er den Beinamen Grathe.

## Ehe und Nachkommen
Sven heiratete um 1152 Adela, Tochter von Konrad, Markgraf von Meißen. Aus der Ehe gingen hervor:
- Luccardis, ⚭ Berthold V. von Andechs, Herzog von Meranien.
- Gunhild (oder Helena), siehe Gunhildkreuz.[3]
- Sohn, Näheres unbekannt, früh gestorben.